# Feya Faku
Feya Faku, (New Brighton, 1962. június 6. – 2025. június 23.) dél-afrikai dzsessztrombitás.

## Pályafutása
Fezile „Feya“ Faku New Brightonban született, egy dél-afrikai településen Port Elizabeth közelében. Először fuvolázni és szaxofonozni kezett, majd trombitni Christopher Columbus  Ngcukana tanítványaként. Számos zenészt hallott játszani, mint például Eric Nomvete, Mbali Willie, David Mzimkhulu, Kippie Moeketsi. Jammelt a Soul Jazzmennel, akiknek a The Jazz Messengers volt a minta. Gyakorlati tanácsokat kapott George Tyefuman szárnykürtöstől is. Az 1990-es évek elején a KwaZulu-Natal Egyetemen is tanult dzsesszzenét. 
Tanulmányai elvégzése után megkezdte karrierjét. Faku 1986-ban tagja lett Victor Ntoni big bandjének. Játszott Barney Rachabane-el, Thandi Klaasen énekesnővel, Zim Ngqawanával, Tete Mbambisával és Duku Makasi szaxofonossal. Később Winston Mankunku Ngozi kvintettjéhez tartozott. 1993-ban járt először az USA-ban, ahol Frank Morgannel játszott. 1994-ben dolgozott először Paul van Kemenade-dal.
Faku 1995-ben Európában turnézott Darius Brubeckkel és a NU Jazz Connection-nel. Faku néhány évig Durbanban tanított. 1998-ban Hollandiában vette fel első albumát, a Homage-ot. A következő években Abdullah Ibrahimmal játszott (Made In South Africa Township One More Time, Cape Town Revisited).
Előadta a „Mahube: Music from South Africa” című produkciót Oliver Mtukudzival és másokkal is. A darabot Münchenben is bemutatták.

## Lemezválogatás
- Hommage (1999)
- The Colours They Bring (és Buddy Wells, André Petersen, Bongani Sokhela, Lulu Gontsana, Siya Makuzeni; 2005)
- Hope and Honour (és Domenic Landolf, Colin Vallon, Fabian Gisler, Norbert Pfammatter; 2008)
- Dominic Egli's Plurism: More Fufu! (2016)

## Fordítás
Ez a szócikk részben vagy egészben  a   Feya Faku című német Wikipédia-szócikk ezen változatának fordításán alapul.  Az eredeti cikk szerkesztőit annak laptörténete sorolja fel. Ez a jelzés csupán a megfogalmazás eredetét és a szerzői jogokat jelzi, nem szolgál a cikkben szereplő információk forrásmegjelöléseként.